# Сан-Мартино-ди-Лота
Сан-Мартино-ди-Лота (фр. San-Martino-di-Lota, корс. San Martinu di Lota) — коммуна во Франции, находится в регионе Корсика. Департамент коммуны — Верхняя Корсика. Административный центр кантона Кап-Корс. Округ коммуны — Бастия.
Код INSEE коммуны — 2B305.

## Население
Население коммуны на 2008 год составляло 2750 человек.
| 1962 | 1968 | 1975 | 1982 | 1990 | 1999 | 2008 |
| ---- | ---- | ---- | ---- | ---- | ---- | ---- |
| 931  | 1649 | 2132 | 2183 | 2466 | 2530 | 2750 |

## Экономика
В 2007 году среди 1706 человек в трудоспособном возрасте (15—64 лет) 1195 были экономически активными, 511 — неактивными (показатель активности — 70,0 %, в 1999 году было 63,5 %). Из 1195 активных работал 1101 человек (609 мужчин и 492 женщины), безработных было 94 (45 мужчин и 49 женщин). Среди 511 неактивных 135 человек были учащимися или студентами, 154 — пенсионерами, 222 были неактивными по другим причинам.